# Adi Smolar
Adi Smolar (nacido el 25 de marzo de 1959 en Slovenj Gradec, SR de Eslovenia, Yugoslavia) es un cantautor y compositor esloveno.

## Biografía
El cantautor esloveno nació en una familia de músicos, pero su padre, que tocaba la trompeta en el conjunto Fantje treh dolin, estaba estrictamente en contra de la carrera musical de su hijo.
Adi Smolar tuvo una educación bastante estricta en casa y fue un niño aplicado, algo que a veces lamenta hoy. Siempre fue un estudiante excelente en primaria. Era brillante, lo que le causó algunos problemas al pasar a la preparatoria, donde tuvo que tomarse los libros más en serio.
En su juventud tocó el acordeón y el clarinete, y también cantó en varios coros. A los 18 años, Smolar decidió empezar a tocar la guitarra, el instrumento por el que es el más conocido hoy en día.

## Trayectoria
Adi hizo su primera aparición en 1981 con un repertorio completo de sus propias canciones. Continuó actuando durante ocho años antes de lanzar su primer casete, Naš svet se pa vrti (Nuestro mundo sigue girando), en 1989. Smolar vive en Slovenj Gradec.